# Юнацька збірна Панами з футболу (U-17)
Юнацька збірна Панами з футболу (U-17) — національна футбольна збірна Панами, що складається із гравців віком до 17 років. Керівництво командою здійснює Національна федерація панамського футболу.
Головним континентальним турніром для команди є Юнацький чемпіонат КОНКАКАФ з футболу (U-17), успішний виступ на якому дозволяє отримати путівку на Чемпіонат світу (U-17). Також може брати участь у товариських і регіональних змаганнях. Протягом 1980-х років також функціонувала й у форматі U-16.

## Виступи на міжнародних турнірах

### Чемпіонат світу (U-17)
| Статистика чемпіонатів світу (U-17) | Статистика чемпіонатів світу (U-17) | Статистика чемпіонатів світу (U-17) | Статистика чемпіонатів світу (U-17) | Статистика чемпіонатів світу (U-17) | Статистика чемпіонатів світу (U-17) | Статистика чемпіонатів світу (U-17) | Статистика чемпіонатів світу (U-17) | Статистика чемпіонатів світу (U-17) | Статистика чемпіонатів світу (U-17) |
| Рік                                 | Раунд                               | Місце                               | І                                   | В                                   | Н                                   | П                                   | Г+                                  | Г-                                  | О                                   |
| ----------------------------------- | ----------------------------------- | ----------------------------------- | ----------------------------------- | ----------------------------------- | ----------------------------------- | ----------------------------------- | ----------------------------------- | ----------------------------------- | ----------------------------------- |
| 1985                                | не кваліфікувалася                  | не кваліфікувалася                  | не кваліфікувалася                  | не кваліфікувалася                  | не кваліфікувалася                  | не кваліфікувалася                  | не кваліфікувалася                  | не кваліфікувалася                  | не кваліфікувалася                  |
| 1987                                | відмовилися від участі              | відмовилися від участі              | відмовилися від участі              | відмовилися від участі              | відмовилися від участі              | відмовилися від участі              | відмовилися від участі              | відмовилися від участі              | відмовилися від участі              |
| 1989                                | відмовилися від участі              | відмовилися від участі              | відмовилися від участі              | відмовилися від участі              | відмовилися від участі              | відмовилися від участі              | відмовилися від участі              | відмовилися від участі              | відмовилися від участі              |
| 1991                                | не кваліфікувалася                  | не кваліфікувалася                  | не кваліфікувалася                  | не кваліфікувалася                  | не кваліфікувалася                  | не кваліфікувалася                  | не кваліфікувалася                  | не кваліфікувалася                  | не кваліфікувалася                  |
| 1993                                | не кваліфікувалася                  | не кваліфікувалася                  | не кваліфікувалася                  | не кваліфікувалася                  | не кваліфікувалася                  | не кваліфікувалася                  | не кваліфікувалася                  | не кваліфікувалася                  | не кваліфікувалася                  |
| 1995                                | не кваліфікувалася                  | не кваліфікувалася                  | не кваліфікувалася                  | не кваліфікувалася                  | не кваліфікувалася                  | не кваліфікувалася                  | не кваліфікувалася                  | не кваліфікувалася                  | не кваліфікувалася                  |
| 1997                                | відмовилися від участі              | відмовилися від участі              | відмовилися від участі              | відмовилися від участі              | відмовилися від участі              | відмовилися від участі              | відмовилися від участі              | відмовилися від участі              | відмовилися від участі              |
| 1999                                | не кваліфікувалася                  | не кваліфікувалася                  | не кваліфікувалася                  | не кваліфікувалася                  | не кваліфікувалася                  | не кваліфікувалася                  | не кваліфікувалася                  | не кваліфікувалася                  | не кваліфікувалася                  |
| 2001                                | не кваліфікувалася                  | не кваліфікувалася                  | не кваліфікувалася                  | не кваліфікувалася                  | не кваліфікувалася                  | не кваліфікувалася                  | не кваліфікувалася                  | не кваліфікувалася                  | не кваліфікувалася                  |
| 2003                                | не кваліфікувалася                  | не кваліфікувалася                  | не кваліфікувалася                  | не кваліфікувалася                  | не кваліфікувалася                  | не кваліфікувалася                  | не кваліфікувалася                  | не кваліфікувалася                  | не кваліфікувалася                  |
| 2005                                | не кваліфікувалася                  | не кваліфікувалася                  | не кваліфікувалася                  | не кваліфікувалася                  | не кваліфікувалася                  | не кваліфікувалася                  | не кваліфікувалася                  | не кваліфікувалася                  | не кваліфікувалася                  |
| 2007                                | не кваліфікувалася                  | не кваліфікувалася                  | не кваліфікувалася                  | не кваліфікувалася                  | не кваліфікувалася                  | не кваліфікувалася                  | не кваліфікувалася                  | не кваліфікувалася                  | не кваліфікувалася                  |
| 2009                                | не кваліфікувалася                  | не кваліфікувалася                  | не кваліфікувалася                  | не кваліфікувалася                  | не кваліфікувалася                  | не кваліфікувалася                  | не кваліфікувалася                  | не кваліфікувалася                  | не кваліфікувалася                  |
| 2011                                | 1/8 фіналу                          | 16-е                                | 4                                   | 1                                   | 0                                   | 3                                   | 2                                   | 6                                   | 3                                   |
| 2013                                | груповий етап                       | 20-е                                | 3                                   | 0                                   | 0                                   | 3                                   | 2                                   | 7                                   | 0                                   |
| 2015                                | не кваліфікувалася                  | не кваліфікувалася                  | не кваліфікувалася                  | не кваліфікувалася                  | не кваліфікувалася                  | не кваліфікувалася                  | не кваліфікувалася                  | не кваліфікувалася                  | не кваліфікувалася                  |
| 2017                                | не кваліфікувалася                  | не кваліфікувалася                  | не кваліфікувалася                  | не кваліфікувалася                  | не кваліфікувалася                  | не кваліфікувалася                  | не кваліфікувалася                  | не кваліфікувалася                  | не кваліфікувалася                  |
| 2019                                | не визначено                        | не визначено                        | не визначено                        | не визначено                        | не визначено                        | не визначено                        | не визначено                        | не визначено                        | не визначено                        |
| 2021                                | не визначено                        | не визначено                        | не визначено                        | не визначено                        | не визначено                        | не визначено                        | не визначено                        | не визначено                        | не визначено                        |
| Усього                              | 2/19                                | 1/8 фіналу                          | 7                                   | 1                                   | 0                                   | 6                                   | 4                                   | 13                                  | 3                                   |

### Юнацькі чемпіонати УНКАФ і КОНКАКАФ (U-17)
| UNCAF  | UNCAF                       | UNCAF                       | UNCAF                       | UNCAF                       | UNCAF                       | UNCAF                       | UNCAF                       | CONCACAF | CONCACAF               | CONCACAF               | CONCACAF               | CONCACAF               | CONCACAF               | CONCACAF               | CONCACAF               |
| Рік    | Місце                       | І                           | В                           | Н                           | П                           | Г+                          | Г-                          | Рік      | Місце                  | І                      | В                      | Н                      | П                      | Г+                     | Г-                     |
| ------ | --------------------------- | --------------------------- | --------------------------- | --------------------------- | --------------------------- | --------------------------- | --------------------------- | -------- | ---------------------- | ---------------------- | ---------------------- | ---------------------- | ---------------------- | ---------------------- | ---------------------- |
|        |                             |                             |                             |                             |                             |                             |                             | 1983     | відмовилися від участі | відмовилися від участі | відмовилися від участі | відмовилися від участі | відмовилися від участі | відмовилися від участі | відмовилися від участі |
|        |                             |                             |                             |                             |                             |                             |                             | 1985     | 4/5                    | 5                      | 1                      | 0                      | 4                      | 4                      | 19                     |
|        |                             |                             |                             |                             |                             |                             |                             | 1987     | відмовилися від участі | відмовилися від участі | відмовилися від участі | відмовилися від участі | відмовилися від участі | відмовилися від участі | відмовилися від участі |
|        |                             |                             |                             |                             |                             |                             |                             | 1988     | відмовилися від участі | відмовилися від участі | відмовилися від участі | відмовилися від участі | відмовилися від участі | відмовилися від участі | відмовилися від участі |
|        |                             |                             |                             |                             |                             |                             |                             | 1991     | 3/4                    | 3                      | 1                      | 0                      | 2                      | 4                      | 7                      |
|        |                             |                             |                             |                             |                             |                             |                             | 1992¹    | 3/4                    | 3                      | 1                      | 0                      | 2                      | 6                      | 12                     |
|        |                             |                             |                             |                             |                             |                             |                             | 1994     | 4/4                    | 3                      | 1                      | 0                      | 2                      | 4                      | 13                     |
|        |                             |                             |                             |                             |                             |                             |                             | 1996     | відмовилися від участі | відмовилися від участі | відмовилися від участі | відмовилися від участі | відмовилися від участі | відмовилися від участі | відмовилися від участі |
| 1998   | 2/3                         | 2                           | 0                           | 0                           | 2                           | 0                           | 4                           | / 1999   | не кваліфікувалася     | не кваліфікувалася     | не кваліфікувалася     | не кваліфікувалася     | не кваліфікувалася     | не кваліфікувалася     | не кваліфікувалася     |
| 2000   | 3/4                         | 4                           | 1                           | 0                           | 3                           | 6                           | 10                          | / 2001   | не кваліфікувалася     | не кваліфікувалася     | не кваліфікувалася     | не кваліфікувалася     | не кваліфікувалася     | не кваліфікувалася     | не кваліфікувалася     |
| / 2002 | 2/3                         | 2                           | 1                           | 1                           | 0                           | 6                           | 2                           | / 2003   | не кваліфікувалася     | не кваліфікувалася     | не кваліфікувалася     | не кваліфікувалася     | не кваліфікувалася     | не кваліфікувалася     | не кваліфікувалася     |
| / 2004 | 2/3                         | 2                           | 1                           | 0                           | 1                           | 7                           | 3                           | / 2005   | не кваліфікувалася     | не кваліфікувалася     | не кваліфікувалася     | не кваліфікувалася     | не кваліфікувалася     | не кваліфікувалася     | не кваліфікувалася     |
| 2006   | 3/5                         | 4                           | 2                           | 1                           | 1                           | 5                           | 4                           | / 2007   | не кваліфікувалася     | не кваліфікувалася     | не кваліфікувалася     | не кваліфікувалася     | не кваліфікувалася     | не кваліфікувалася     | не кваліфікувалася     |
| / 2008 | 2/7                         | 4                           | 1                           | 1                           | 2                           | 7                           | 3                           | 2009     | не кваліфікувалася     | не кваліфікувалася     | не кваліфікувалася     | не кваліфікувалася     | не кваліфікувалася     | не кваліфікувалася     | не кваліфікувалася     |
| / 2010 | 2/3                         | 2                           | 1                           | 0                           | 1                           | 1                           | 1                           | 2011     | 3/12                   | 5                      | 2                      | 1                      | 2                      | 2                      | 2                      |
| 2012   | кваліфікувалася як господар | кваліфікувалася як господар | кваліфікувалася як господар | кваліфікувалася як господар | кваліфікувалася як господар | кваліфікувалася як господар | кваліфікувалася як господар | 2013     | 2/12                   | 5                      | 3                      | 1                      | 1                      | 10                     | 6                      |
| / 2014 | 1/3                         | 2                           | 2                           | 0                           | 0                           | 9                           | 1                           | 2015     | 7/12                   | 5                      | 3                      | 0                      | 2                      | 15                     | 7                      |
| 2016   | кваліфікувалася як господар | кваліфікувалася як господар | кваліфікувалася як господар | кваліфікувалася як господар | кваліфікувалася як господар | кваліфікувалася як господар | кваліфікувалася як господар | 2017     | 5/12                   | 5                      | 2                      | 1                      | 2                      | 6                      | 5                      |
| Усього | 8/10                        | 22                          | 9                           | 3                           | 10                          | 32                          | 27                          | Усього   | 8/18                   | 34                     | 14                     | 3                      | 17                     | 51                     | 71                     |